# Postoloprty
Postoloprty es una localidad del distrito de Louny en la región de Ústí nad Labem, República Checa, con una población estimada, a principios del año 2021, de 4705 habitantes. 
Se encuentra ubicada al suroeste de la región, cerca de la orilla del río Ohře —un afluente izquierdo del río Elba— y de las regiones de Karlovy Vary y Bohemia Central.